# Geert Laire
Geert Laire est un médecin militaire belge né le 17 novembre 1960 à Ypres qui exerce depuis le 21 juillet 2009 la fonction de commandeur de la Composante médicale des forces armées belges.

## Biographie
Geert Laire est promu médecin lieutenant-colonel le 26 décembre 2000. Il est nommé directeur de l'hôpital militaire Reine Astrid et médecin colonel le 26 décembre 2005. Il est désigné commandeur de la Composante médicale et promu au grade de médecin général-major le 21 juillet 2009.

## Distinctions
- Commandeur de l'ordre de Léopold depuis le 15 novembre 2012[4] (chevalier le 15 novembre 1997[5] ; officier le 15 novembre 2005[6])
- Commandeur de l'ordre de la Couronne depuis le 15 novembre 2009[7] (officier le 15 novembre 2002[8])
- Croix militaire de première classe depuis le 15 novembre 2006[9] (deuxième classe le 8 avril 2002[10])